# Tomasz Wójcik (historyk literatury)
Tomasz Janusz Wójcik (ur. 13 sierpnia 1960) – historyk literatury, od roku 2009 profesor w Zakładzie Literatury XX wieku Instytutu Literatury Polskiej Uniwersytetu Warszawskiego, od 2017 roku profesor nauk humanistycznych.

## Życiorys
W 1984 ukończył studia polonistyczne na Uniwersytecie Warszawskim i rozpoczął pracę na macierzystej uczelni. Zajmuje się głównie XX-wieczną poezją polską oraz literaturą porównawczą francusko- i niemieckojęzyczną. W roku 1991 stypendysta rządu francuskiego w Paryżu, 1993–1996 wykładowca kultury polskiej na Uniwersytecie Stendhala (Grenoble 3). W latach 1996–2009 wykładowca Akademii Humanistycznej im. Aleksandra Gieysztora w Pułtusku. Od roku 2007 jest jurorem Kapituły Literackiej Nagrody im. Cypriana Kamila Norwida. Od roku 2007 członek redakcji dwumiesięcznika „Przegląd Humanistyczny”, od roku 2010 redaktor naczelny.

## Publikacje
- Pejzaż w poezji Jarosława Iwaszkiewicza. Paramonografia liryki poety, Semper, Warszawa 1993;
- Pisarze polscy XX wieku, Morex, Warszawa 1995;
- Pisarze awangardy dwudziestolecia międzywojennego. Autokomentarze (Leśmian – Witkacy – Schulz – Gombrowicz), Semper, Warszawa 1995;
- Literatura polska XX wieku. Terminy i zagadnienia, Morex, Warszawa 1996;
- Pociecha mieszka w pięknie. Studia o twórczości Jarosława Iwaszkiewicza, Dom Wydawniczy Elipsa, Warszawa 1998;
- Poeci polscy XX wieku. Biogramy. Wiersze. Komentarze, Morex, Warszawa 1999, 2000;
- Późna twórczość wielkich poetów. Dramat formy, Dom Wydawniczy Elipsa, Warszawa 2005.